# Estació de Patraix
L'estació de Patraix és una estació de les línies 1, 2 y 7 de Metrovalència. Inaugurada el 8 d'octubre de 1988, està situada a l'avinguda de Gaspar Aguilar, al barri valencià de Patraix. Compta des de 2009 amb accés adaptat per a persones de mobilitat reduïda amb habilitació d'ascensors entre carrer (a la cantonada del carrer Veneçuela amb Campos Crespo) i la zona central del vestíbul, i el vestíbul i les andanes, i en 2018 va tenir 1.339.456 usuaris.
Fins a la construcció del túnel que uneix les estacions d'Entroncament (Empalme) i Jesús i la inauguració de l'estació soterrada, hi havia en el mateix lloc una estació en superfície del Trenet de València de la línia de València-Jesús a Castelló.
| Procedència/Destinació | <     | Línia | >        | Procedència/Destinació |
| ---------------------- | ----- | ----- | -------- | ---------------------- |
| Bétera                 | Jesús |       | Safranar | Castelló               |
| Llíria                 | Jesús | ...   | Safranar | Torrent Avinguda       |
| Torrent Avinguda       | Jesús | ...   | Safranar | Marítim                |